# Табурет

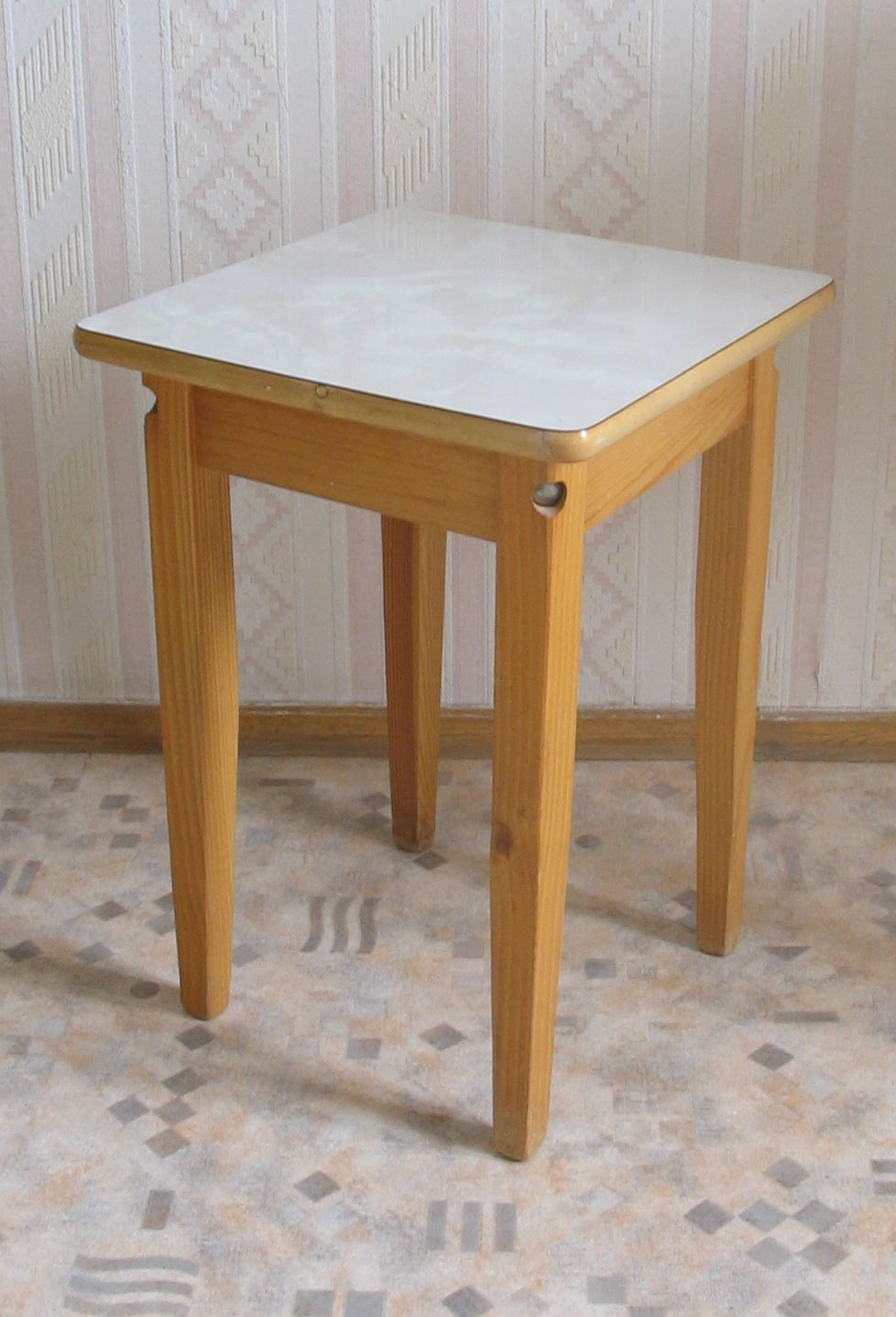
Табурет

Табуре́т (через нім. Taburett від фр. tabouret, зменш. від заст. tabour — «барабан»), розм. табуре́тка, ослінчик чи дзи́ґлик (від сер.-в.-нім. sidel(e) < лат. sedile — «сидіння», «лавка») — меблевий виріб для сидіння однієї людини без спинки і підлокітників, стілець без спинки.
Табурети виготовляються з дерева, металу, пластмас, ДСП, МДФ, фанери та інших матеріалів. Сидіння табурета буває як жорстким (у тому числі з облицюванням зі стійкого до стирання матеріалу, наприклад спеціального пластика), так і з м'яким елементом з оббивкою з тканини або шкіри.

## Конструктивні особливості
Основними деталями табурета є ніжка (опора) і сидіння. Ніжки табурета можуть бути пов'язані між собою верхніми царгами і додатково нижніми обніжками.

## Види табуретів за функціональним призначенням

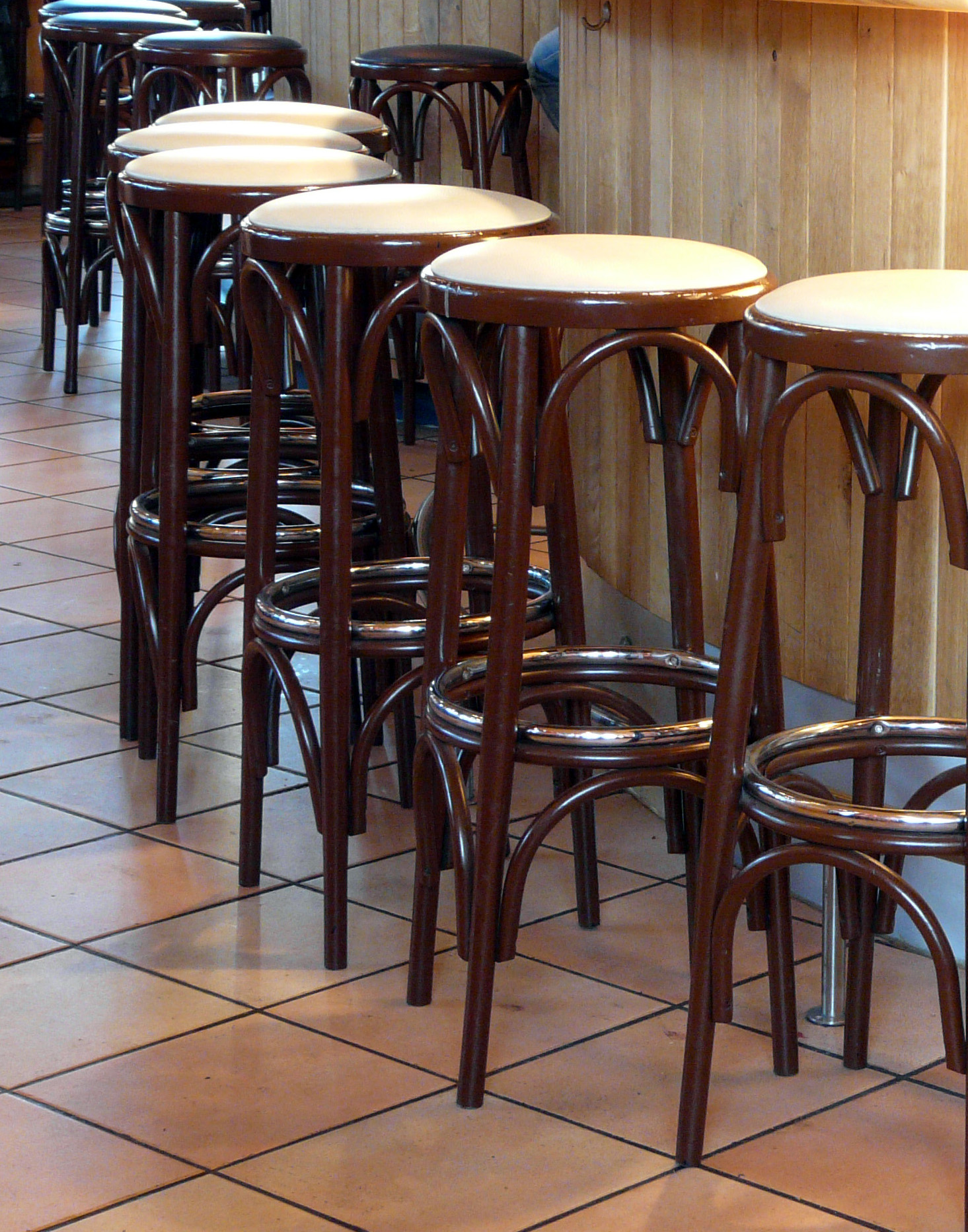
Барний табурет

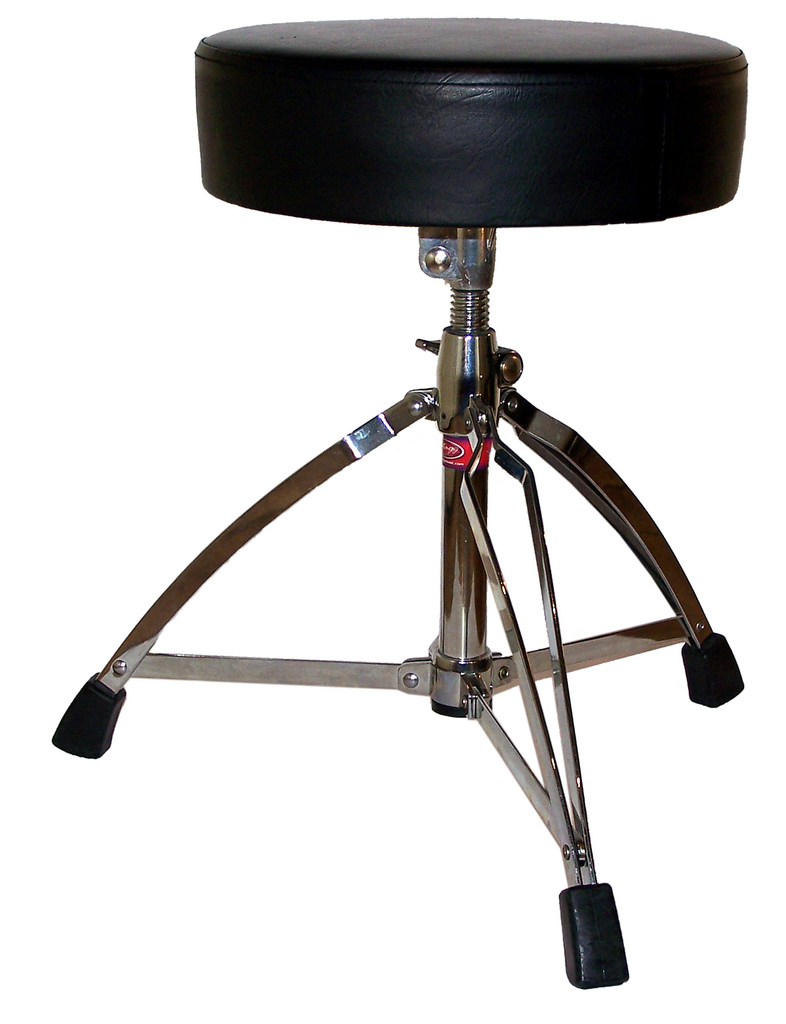
Табурет для гри на барабанах

- Кухонний табурет — табурет, призначений для виконання робіт на кухні.
- Туристичний табурет — складаний табурет з легкою, міцною основою, стійкою до зволоження і нагрівання (алюмінієві трубки тощо), використовуваний туристами.
- Барний табурет — високі табурети, з опорою для ніг
- Для гри на музичному інструменті — табурети, з обертовим, налаштованим по висоті сидінням.
- Спеціального призначення — призначені для певного виду робіт, і мають специфічні особливості (розмір, показники міцності, покриття).

## Галерея

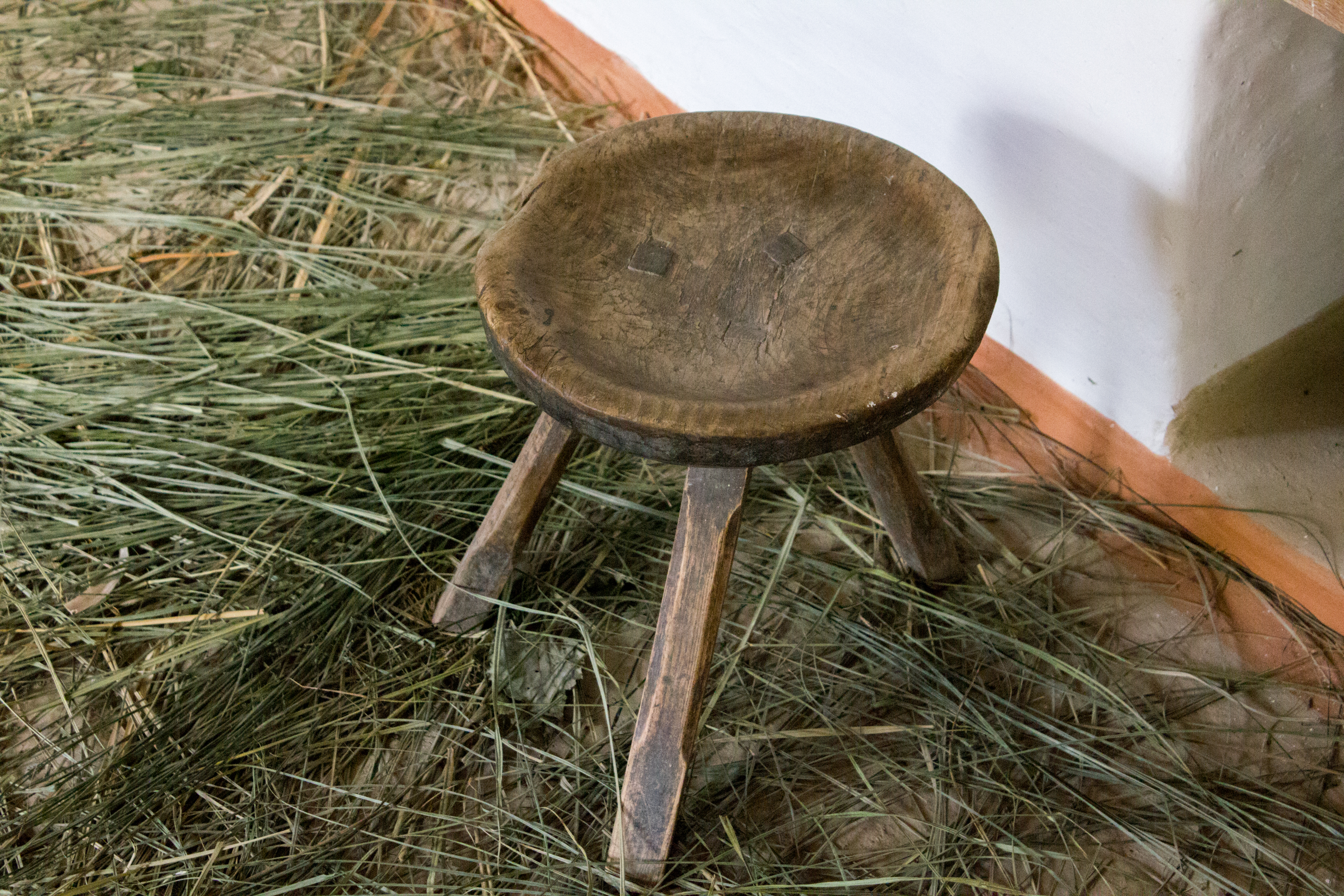
Триногий табурет. Музей у Пирогові.
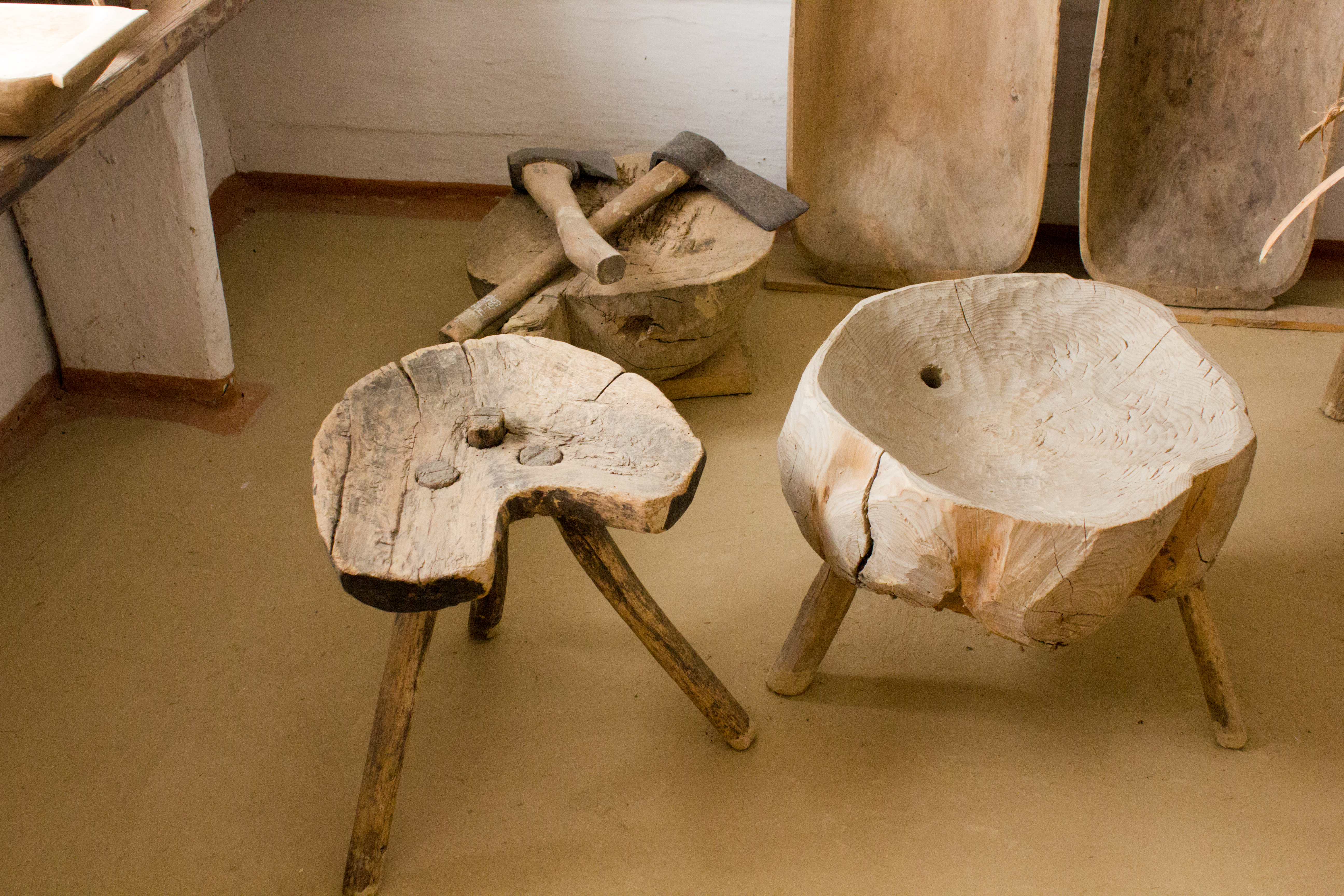
Табурети зі спилів стовбурів.